# توماس ميتشل كامبل
وهو سياسي أمريكي ينتمي إلى الحزب الديمقراطي ولد توماس ميتشل كامبل في 22 نيسان - ابريل من سنة 1856 في ولاية تكساس الأمريكية كان كامبل قد شغل منصب حاكم ولاية تكساس ما بين عامي 1907 إلى عام 1911 توفي توماس ميتشل كامبل في 1 نيسان - أبريل من سنة 1923 في ولاية تكساس.